# Stephen W. Tsai
Stephen Wei-Lun Tsai (* 1929) ist ein US-amerikanischer Ingenieur.

## Leben
Tsai schloss 1952 das Studium des Maschinenbaus (Mechanical Engineering) an der Yale University mit einem Bachelor of Engineering (B. Eng.) ab. 1961 wurde er an der Yale University zum Doctor of Engineering (D. Eng.) promoviert.
An den folgenden Institutionen arbeitete er:
- von 1961 bis 1966 bei der Ford Motor Company
- von 1966 bis 1968 an der Washington University
- von 1968 bis 1990 an dem Air Force Materials Laboratory (AFML) auf der Wright-Patterson Air Force Base in Ohio

1990 wurde er Professor an der Stanford University in der Fakultät „Aeronautics and Astronautics“, und ist inzwischen emeritiert (Professor Research Emeritus). Seit 1995 ist er Mitglied der US-amerikanischen National Academy of Engineering. Er ist Gründungsherausgeber der Fachzeitschrift Journal of Composite Materials.

## Forschung
In der Forschung steht Tsai zusammen mit Edward M. Wu heute für das am weitesten verbreitete Festigkeitskriterium für Faser-Kunststoff-Verbunde, kurz Tsai-Wu-Kriterium genannt. Es ist in einem Großteil aller weltweit verfügbaren Berechnungsprogramme zur Bauteilauslegung mit diesen Werkstoffen implementiert. Ein Vorteil ist die mathematisch einfache Polynom-Formulierung des Kriteriums sowie die Möglichkeit, das Kriterium an unterschiedliche Versuchsergebnisse anzupassen. Nachteilig ist jedoch, dass die Unterscheidung der grundsätzlichen Versagenstypen Faserbruch (Fb) und Zwischenfaserbruch (Zfb) trotz einiger Deutungen in der Literatur nicht möglich ist. Schwierigkeiten bereiten außerdem der Interaktionskoeffizient {\displaystyle F_{12}^{*}}, sowie die Überschätzung der Druckfestigkeit.
Ein Vergleich mit anderen Festigkeitskriterien für Faser-Kunststoff-Verbunde kann man in der umfangreichen „World-Wide Failure Exercise“ nachlesen.
Einen Namen hat sich Tsai auch durch das Verfassen von Büchern zu den Grundlagen von Faser-Kunststoff-Verbunden gemacht.

## Veröffentlichungen, Bücher und Beiträge
- A General Theory of Strength for Anisotropic Materials. In: Journal of Composite Materials. Vol. 5, No. 1, (1971), S. 58–80.
- Composites Design. Think Composites, Dayton 1985, OCLC 12176111.
- Introduction to Composite Materials. mit H. Thomas Hahn. Technomic Publishing Co., Lancaster 1980, ISBN 0-87762-288-4.
- Theory of Composites Design. Think Composites, Dayton 1992, ISBN 0-9618090-3-5.
- Kuo-Shih Liu, Stephen W. Tsai: A progressive quadratic failure criterion for a laminate. In: M. J. Hinton, A. S. Kaddour, P. D. Soden (Hrsg.): Failure Criteria In Fibre Reinforced Polymer Composites: The World-Wide Failure Exercise. Elsevier, Amsterdam u. a. 2004, ISBN 0-08-044475-X.